# Madeleine Allakariallak
Madeleine Allakariallak (ᒫᑕᓖᓐ ᐊᓪᓚᑲᕆᐊᓪᓚᒃ Maataliin Allakariallak, * 1975 in Resolute Bay) ist eine Inuit-kanadische Fernsehjournalistin.
Erstmals bekannt wurde Madeleine Allakariallak Mitte der 1990er-Jahre, als sie mit ihrer Cousine Phoebe Atagotaaluk das Kehlkopfgesangsduo ᑐᔾᔮᑦ Tudjaat bildete. Dessen Lied ᑲᔪᓯᑕ Kajusita, englisch My ship comes in thematisiert die 1953 von der kanadischen Regierung veranlasste Umsiedlung von Inuit-Familien in die Hocharktis, zu denen auch Allakariallaks Großmutter Minnie Eckalook Allakariallak gehörte.
1997 kam Madeleine Allakariallak als Reporterin zu CBC North, 1999 bis 2005 moderierte sie die Frühsendung ᖁᓪᓕᖅ Qulliq auf CBC Radio One aus Iqaluit. Von 2005 bis 2007 moderierte sie Fernsehsendungen beim Aboriginal Peoples Television Network (APTN) in Winnipeg. Danach arbeitete sie für die Inuit-Organisation Nunavut Tunngavik Inc. und als Assistentin der Politikerin Eva Aariak. Als Nachfolgerin von Rassi Nashalik war sie von 2014 bis 2021 Moderatorin der Fernsehnachrichtensendung ᐃᒐᓛᖅ Igalaaq bei CBC North. Anschließend wechselte sie zur Fluggesellschaft Canadian North.
Ihr Mann Romeyn Stevenson ist seit 2009 Kommunalpolitiker in Iqaluit.